# Фуна
Фу́на (греч. Φουνα) — средневековая крепость, расположенная на скальном холме у подножия горы Южная Демерджи (Демерджи-яйла). Название в переводе с греческого означает «дымная». Ранее Фуной называлась и гора Демерджи и перевал.

## История

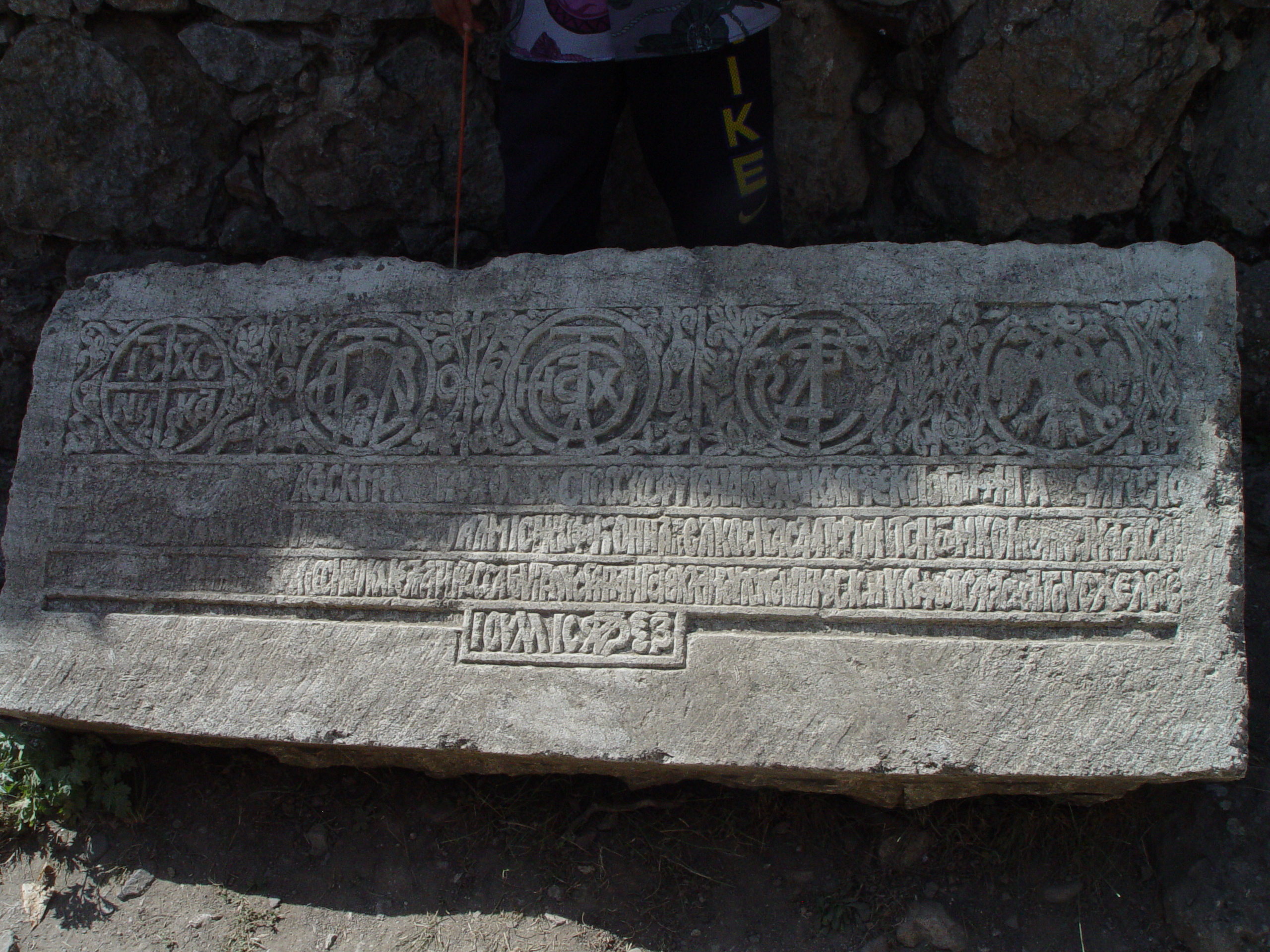
Закладная плита, найденная при раскопках крепости Фуна. Содержит монограммы князя Александра, посвятительную надпись и дату окончания строительства замка — 6967 год от Сотворения мира (1459 год от Рождества Христова).

Памятник археологии и архитектуры «Укрепление Фуна» находится в 2-х километрах к северу от села Лучистого у западного подножья горы Южная Демерджи. Наибольшая протяжённость крепости с севера на юг 106 м; с запада на восток — 56 м. Площадь укрепления — 0,52 га.
Впервые крепость фигурирует в патриарших актах 1377—1379, 1384 и 1390 гг. по поводу препирательства за приходы между Херсонским, Готским и Сугдейским митрополитами, а также в близких им по времени казначейских списках Каффы.
Рядом с крепостью в Средние века пролегал торговый путь, который вёл из Алустона (Алушта) в степной Крым.
После захвата Генуэзской республикой крымского побережья от Кафы (Феодосии) до Чембало (Балаклава), князья княжества Феодоро выстроили ряд крепостей, располагавшихся выше в горах, напротив основных крепостей генуэзцев. Эти крепости, с одной стороны, контролировали и сдерживали продвижение противника вглубь Крымского полуострова, с другой стороны, являлись плацдармами для захвата прибрежных городов. Такие действия феодоритов были вызваны борьбой между княжеством и генуэзцами за обладание побережьем. Крепость Фуна в этой системе выполняла роль восточного пограничного форпоста, которая не только противостояла генуэзской крепости, располагавшейся на территории Алушты, но и контролировала один из самых важных караванных путей из степного Крыма на побережье.
Согласно данным кандидата исторических наук В. П. Кирилко, проведшего комплексное архитектурно-археологическое исследование фортификационной структуры памятника, укрепление было возведено не ранее 1422 и не позднее конца 1423 года, вероятней всего, весной-летом 1423 года. В октябре-ноябре 1423 года оно повсеместно подверглось разрушению в результате мощного землетрясения. Предположительно, в 1425 году укрепление восстанавливается. Вскоре строения форпоста были сожжены. Точные причины пожара и его дата неизвестны. Предать укрепление огню могли либо генуэзцы, в 1434 году предпринявшие против феодоритов карательную экспедицию во главе с Карло Ломеллини, либо османы, в 1450-х годах неоднократно грабившие побережье. В 1459 году крепостной ансамбль претерпел основательную реконструкцию и был превращён в замок. В 1475 году (в результате захвата Крыма турками-османами) он прекратил своё существование.
Результаты раскопок показали, что в 1459 году крепость размерами 105 м в длину и 52 м в ширину, пострадавшая в результате военных действий и землетрясений, была капитально перестроена и значительно усилена. В частности — был возведен 15-метровый трёхъярусный донжон, внутренние размеры которого составляли примерно 6×10 м при толщине стен 2,3 м. Донжон, расположенный в районе ворот, обеспечивал прикрытие вылазных калиток и прострел прилегающей площади цитадели. Гарнизон замка составлял примерно 30—40 воинов.
Важное место в архитектурном ансамбле Фунской крепости занимает церковь св. Феодора Стратилата, руины которой можно наблюдать и сегодня. После разрушения крепости в 1475 году турками-османами именно церковь сохранилась лучше всего. Церковь св. Феодора Стратилата неоднократно ремонтировалась и перестраивалась, в результате она сохранялась до начала XX века.
Недалеко от развалин крепости глыбовой хаос — нагромождение огромных каменных глыб и камней. Это результат грандиозного обвала 1894 года и последующих обвалов. В результате обвала местные жители покинули территорию. Впоследствии значительный урон сооружениям нанесло Ялтинское землетрясение 1927 года.
С октября 2015 года Археологический комплекс «Сторожевое укрепление Фуна» является объектом культурного наследия федерального значения.